# The Dark Sides
Albums de King Diamond
Them
(1988) Conspiracy
(1989)
The Dark Sides est un EP de King Diamond sorti le 1er novembre 1988.

## Liste des titres
Toutes les paroles sont écrites par King Diamond.
| No | Titre                     | Musique                      | Durée |
| -- | ------------------------- | ---------------------------- | ----- |
| 1. | Halloween                 | King Diamond, Michael Denner | 4:14  |
| 2. | Them (instrumental)       | King Diamond, Andy LaRocque  | 1:58  |
| 3. | No Presents for Christmas | King Diamond, Michael Denner | 4:21  |
| 4. | Shrine                    | Andy LaRocque                | 4:23  |
| 5. | The Lake                  | King Diamond                 | 4:13  |
| 6. | Phone Call                | King Diamond                 | 1:38  |

## Composition du groupe
- King Diamond - chants, claviers
- Andy LaRocque - guitare
- Michael Denner - guitare
- Pete Blakk - guitare
- Hal Patino - basse
- Timi Hansen - basse
- Mikkey Dee - batterie